# John van Hexham
John van Hexham (ca. 1160 - 1209) was een Engels geschiedschrijver en prior van het klooster in Hexham. Hij is bekend gebleven als de schrijver van Historia XXV. annorum, dat een vervolg biedt op de Historia regum van Simeon van Durham en op het werk van zijn voorganger, Richard van Hexham. Het bevat een verslag van de gebeurtenissen in vooral het noorden van Engeland tussen 1130 en 1154. Hij bleek overigens niet altijd accuraat in zijn datering van de gebeurtenissen.
In zijn annalen over 1138 neemt hij naast de verhalen van zijn voorganger twee andere verslagen op van de Slag van de Standaard, een in verzen van een monnik genaamd Serb en een in proza van de abt  Aelred van  Rievaulx.
Er is een 13e-eeuws manuscript van het werk van John bewaard gebleven, MS. C. C. - C. Cambridge, cxxxix.8. 